# 西田勝
西田 勝（にしだ まさる、1928年11月10日 - 2021年7月31日 ）は、日本の文芸評論家、平和運動家。

## 経歴・人物
1928年11月10日、静岡県清水市（現・静岡市清水区）に生まれる。1945年3月、県立清水中学校（現・清水東高）卒業。1947年3月、浜松工業専門学校応用化学科（現・静岡大学工学部）中退。1950年３月、旧制静岡高等学校文科甲類を卒業。1953年3月、東京大学文学部国文学科卒業、1955年3月、同大大学院（旧制）を退学。法政大学文学部非常勤講師を経て1971年4月、同学部助教授、1973年4月、教授となる。1994年3月、退職。同年4月、「西田勝・平和研究室」を設立。
1953年4月、新たな日本近代文学像を求めて小田切秀雄らと日本近代文学研究所を創立、「幻の雑誌」といわれた『驢馬』や『種蒔く人』などの散逸していた号冊を収集しての復刻版を出し、その延長として「近代文学図書館」の構想を立て、日本近代文学館の創設に尽力した。同館の名付け親でもある。他方、1959年秋、小田切進・紅野敏郎・三好行雄らと、戦後に近代文学研究をはじめた若手研究者の交流親睦団体「近代文学懇談会」を設立した（～1965年秋）。
1965年7月、戦後文学の批判的継承をめざして小田切秀雄・伊藤成彦らと批評雑誌『文学的立場』（第1次、隔月刊12号。～67年10月）を創刊した。「2年間発行して休み、また継続」という当初の方針にしたがって1970年6月には第2次（季刊8号。～73年4月）、1980年7月には第3次（季刊8号。～83年5月）を出した。
1980年12月、日本の「右傾化」に抗して色川大吉・小田実らと「日本はこれでいいのか市民連合」を創立、世話人に選ばれる。1981年秋、全面核戦争の危機のなかで中野孝次・伊藤成彦らと準備を進め、翌年1月、井伏鱒二・吉行淳之介ら287人の署名を集め、「核戦争の危機を訴える文学者の声明」を発表した。また同年5月、大島清・袖井林二郎らと法政反核集会を開き、法政大学非核宣言を実現した。続いて、1983年5月、同宣言に基づいて尾形憲らと市民向け講座「法政平和大学」を開くとともに、同年9月、その延長で辻元清美たちを援助、「洋上平和大学」として第１回ピースボート団長をつとめ、グアムやサイパンなど南太平洋の戦跡を訪ねた。1984年9月も第2回ピースボート団長として香港や上海・南京を訪問した。
1985年3月、日本における非核自治体宣言運動の発展をうながすため『月刊・非核自治体通信』を創刊、３年間発行して終刊。次に1988年3月、核兵器の廃絶と脱原発の実現をめざす非核自治体全国草の根ネットワーク（略称「非核ネットワーク」）の形成を呼びかけ、研究室と共同で『非核自治体インフォメーション』を発行、さらに『非核ネットワーク通信』と続き、2017年10月終刊した。また同(1985)年5月、現代文学の社会化を視野に日本社会文学会を創立（機関誌『社会文学』）、代表世話人に選ばれる。1989年10月、長崎で開かれた「核と文学―アジアから見たナガサキ」を皮切りに数多くの国際シンポジウムを手がける。
1991年５月、国際シンポジウム「シベリア　出兵と抑留」（新潟）など。
その間、1990年3月、ピースボートの世界一周クルーズ実現の工作のため、辻元清美たちとギリシャに向かい、同年11月、同クルーズに乗船した。また1988年11月、グローバル・ローカリズム（地球的地域主義）の旗を掲げて月刊のニューズレター『地球の一点から』を創刊した（～1997年5月。のち「ゲリラ版」に）。
2001年10月、近代日本の全体像を求めて植民地文化研究会を創立（機関誌『植民地文化研究』）、代表に選ばれる。同会は2007年7月、規模が拡大して「植民地文化学会」となった。2020年1月、同代表を辞任した。
2019年2月、編纂の『田岡嶺雲全集』が構想67年、第1回配本から50年目にして完結した。
2021年7月31日（午後5時前）千葉県浦安市の自宅にて死去（膵臓癌）、享年92歳。8月4日、浦安市斎場にて火葬。

## 著書
- 『日本革命文学の展望』誠信書房, 1958
- 『近代文学の発掘』法政大学出版局　1971
- 『近代文学の潜勢力』八木書店　1973
- 『社会としての自分』オリジン出版センター　1985
- 『近代文学閑談』三一書房　1992
- 『近代は否定できるか』オリジン出版センター　1993
- 『私の反核日記 1979～1997』日本図書センター　1998
- 『近代日本の戦争と文学』法政大学出版局　2007
- 『グローカル的思考』法政大学出版局　2011
- 『田岡嶺雲論集成』法政大学出版局　2021 ISBN 978-4-588-46016-6
- 『「満洲文学」の発掘』法政大学出版局　2022 ISBN 978-4-588-46017-3

### 編さん・共編著
- 『田岡嶺雲全集』法政大学出版局・全7巻　1969～2019
- 『大杉栄論文集・正義を求める心』青木文庫　1955
- 『日本プロレタリア文学体系・平澤計七集』　青木文庫　1955
- 『田岡嶺雲選集』編. 青木書店, 1956
- 『宮崎滔天　支那革命軍談』法政大学出版局　1967
- 『今日の日本を憂える六人の市民の提言』共編　平凡社　1983
- 『宮嶋資夫著作集』全7巻。共編 慶友社 1983
- 『戦争と文学者 現代文学の根底を問う』編 三一書房, 1983.4
- 『非核護憲都市宣言運動のすすめ』編 オリジン出版センター, 1983.6
- 『非核自治体運動の理論と実際』オリジン出版センター　1985
- 山本飼山『定本飼山遺稿』西田勝 [ほか]編 銀河書房, 1987.10
- 『田岡嶺雲　女子解放論』法政大学出版局　1987
- 『法政平和大学マラソン講座「天皇問題を考える」』　オリジン出版センター　1989
- 『アジアから見たナガサキ　被害と加害』高史明、小田実、本島等ほか共著　岩波ブックレット　1990
- 『植民地と文学』　オリジン出版センター　1993
- 『世界の平和博物館』 西田勝・平和研究室 編. 日本図書センター　1995
- 『近代日本と「偽満州国」』共編　不二出版　1997
- 『《満洲国》文化細目』共編　不二出版　2005
- 『中国農民が証す《満洲開拓》の実相』孫継武, 鄭敏共編　小学館　2007
- 『《満洲国》とは何だったのか』共編　小学館　2008
- 英国リーズ市平和・防災計画課 原作『原子力防災マニュアル　放射能雲の下のリーズとブラッドフォード』同時代社　2011

### 翻訳
- ブラス・ロカ『キューバ現代史』（伊藤成彦と共訳）三一新書　1963
- ゴードン・C・ベネット『アメリカ非核自治体物語』筑摩書房　1993
- 呂元明『中国語で残された日本文学』法政大学出版局　2001
- 鄭清文『丘蟻一族』法政大学出版局　2013
- 葉石涛『台湾男子簡阿淘』法政大学出版局　2020

記念論文集
- 『文学・社会へ地球へ』西田勝退任・退職記念文集編集委員会 編. 三一書房, 1996.9